# Pilot (együttes)
A Pilot egy skót pop/rockegyüttes, amely 1973-ban alakult meg Edinburgh-ban. Leginkább "January", "Magic", "Just A Smile" és "Call Me Round" című dalaikról ismertek.

## Tagok
- David Paton – ének, basszusgitár, spanyolgitár (1973–1977, 2002, 2007–)
- Billy Lyall – billentyűs hangszerek, fuvola, vokál (1973–1976)
- Steve Swindells – billentyűs hangszerek (1976–1977)
- Ian Bairnson – gitár (1974–1977, 2002, 2007–2016)
- Stuart Tosh – dob, ütőhangszerek, vokál (1973–1977, 2007–2015)

Band members on live performances
- Kenny Hutchison – billentyűs hangszerek, ének (2007–2017)
- Irvin Duguid – billentyűs hangszerek (2016–)
- Calais Brown – gitár, vokál (2007–2017)
- Dave Stewart – dob, ütőhangszerek, ének (2016–)

## Diszkográfia

### Stúdióalbumok
- 1974 – Pilot
- 1975 – Second Flight
- 1976 – Morin Heights
- 1977 – Two's a Crowd
- 2002 – Blue Yonder
- 2014 – A Pilot Project

### Válogatáslemezek és filmzenei albumok
- 1980 – Best of Pilot
- 1996 – Happy Gilmore
- 2005 – Herbie: Fully Loaded
- 2005 – The Magic Roundabout
- 2005 – Eve and the Firehorse
- 2007 – Anthology
- 2007 – Magicians
- 2007 – Mr.Magorium's Wonder Emporium

### Kislemezek
- 1974 – Magic
- 1975 – January
- 1975 – Call Me Round
- 1975 – Just a Smile